# Semisonic
Semisonic — американская рок-группа, основанная в 1995 году в Миннеаполисе.
Состав: Дэн Уилсон (вокал, гитара, клавишные), Джон Мансон (бас-гитара, клавишные, бэк-вокал, гитара), Джейкоб Сликтер (ударные, перкуссия, клавиши, бэк-вокал).

## История

### Формирование
После распада Trip Shakespeare Уилсон и Мансон объединились с барабанщиком Сликтером и в 1993 году создали группу Pleasure. К 1995 году они сменили название на Semisonic.

### Успех
Прорыв в карьере Semisonic случился два года спустя, в 1998 году, когда их второй альбом «Feeling Strangely Fine» попал в топ-50 благодаря хиту «Closing Time», который стал их самым большим успехом в США. Во время выступления в 2008 году в театре Сандерса в Гарварде Уилсон сказал, что изначально песня была написана о рождении его первого ребёнка.
Их международная карьера также пошла в гору, когда летом 1999 года ещё одна песня из альбома, «Secret Smile», быстро стала популярной на британских радиостанциях и в итоге заняла 12-е место в британском чарте синглов.

## Дискография

### Студийные альбомы
- 1996 — Great Divide
- 1998 ― Feeling Strangely Fine
- 2001 — All About Chemistry
- 2023 — Little Bit of Sun

### Концертные альбомы
- 2003 — One Night at First Avenue

### Мини-альбомы
- 1995 — Pleasure EP
- 2020 — You’re Not Alone